# إكسبلورر أوف ذي سيز

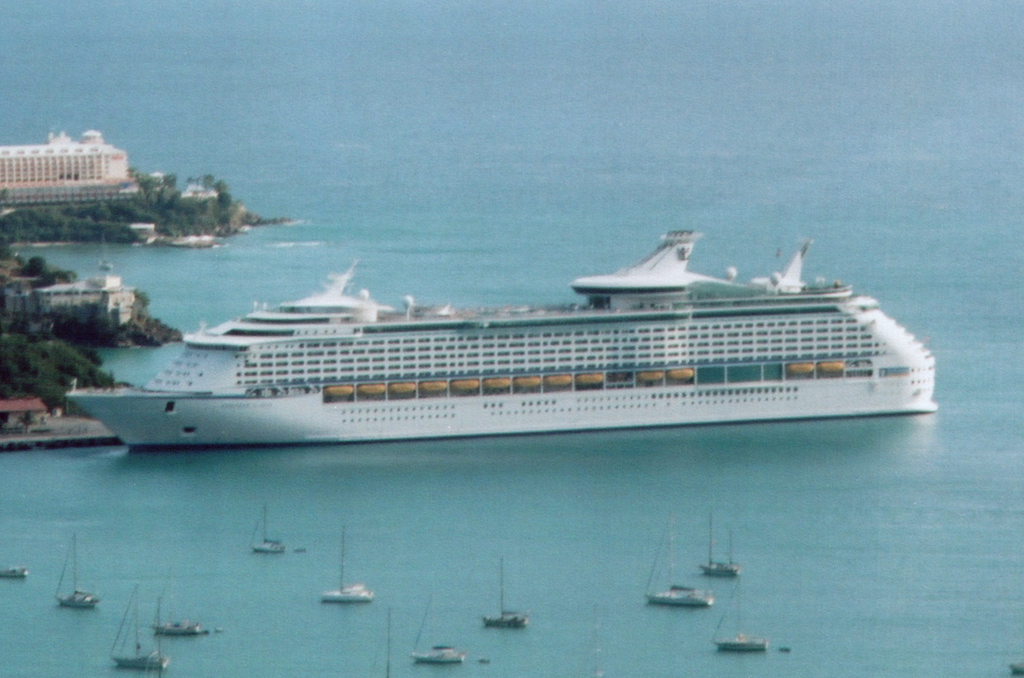
سفينة الركاب مستكشفة البحار.

إكسبلورر أوف ذي سيز (بالإنجليزية Explorer of the Seas) وتعني مستكشفة البحار، هي واحدة من خمسة سفن رحلات من درجة مسافر، تابعة لشركة الرحلات الملكية الكاريبية الدولية، وهي حمولة
3100 شخص.
السفن من درجة مسافر هي ثالث أكبر سفن الركاب في العالم.

## الأنشطة الموجودة
- ساحة تزحلق على الجليد.
- جدار تسلق صخري.
- تزلج بنفس الإتجاه.
- أرض غولف مصغرة ذات تسعة حفر.
- تنس طاولة.
- محاكيات للغولف.
- ملعب كرة سلة بالحجم الكامل.
- ملاهي وألعاب مائية.

## وصلات خارجية
- الملكية الكاريبية الدولية
- سفن درجة مسافر